# Gijs Hendriks

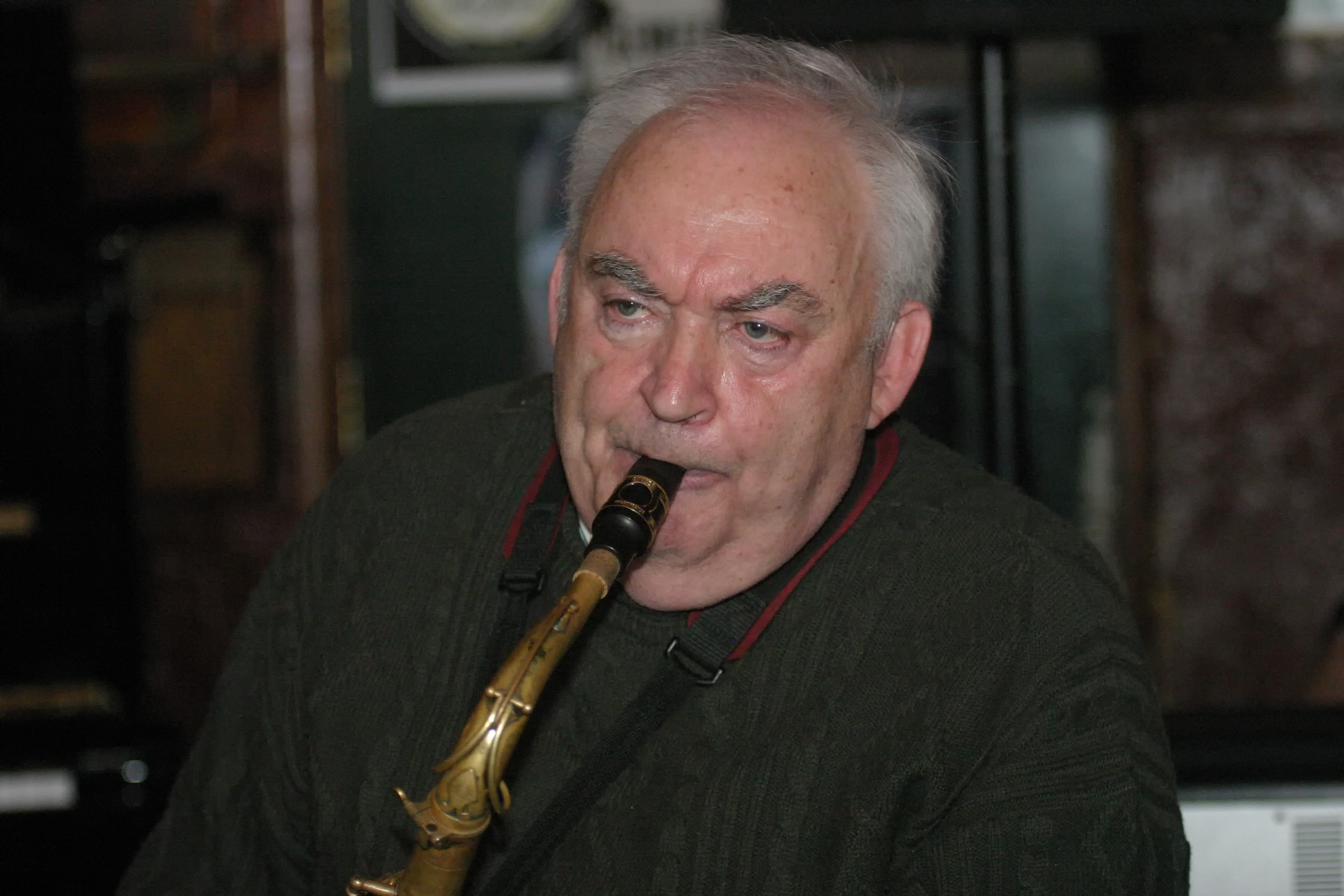

Gijs Hendriks (* 26. Februar 1938 in Varkensmarkt bei Utrecht; † 21. Mai 2017 in Utrecht) war ein niederländischer Jazzmusiker (Tenor-, Sopran-, Bariton- und Altsaxophon, Klarinette und Komposition).

## Wirken
Hendriks hatte sein erstes professionelles Engagement als Jazzmusiker in einem Club des US-Militärs in Frankfurt am Main 1955. Er lebte in Deutschland, Frankreich und Marokko und kehrte erst Anfang der 1960er Jahre nach Holland zurück, wo er Mitglied der Bigband von Boy Edgar wurde. Danach spielte er mit eigenen Gruppen, z. B. in den 1980er Jahren im Quartett mit Stan Tracey (Klavier), Bert van Erk (Bass) und John Engels (Schlagzeug). Seine Debütaufnahme unter eigenem Namen hatte er 1972 (Rockin’ , Polydor); 1977 erschien „Close to the Edge“ mit Siegfried Kessler, elektrisches Klavier, mit dem er schon 1957 auf Tour ging.
1971 erhielt er den Wessel-Ilcken-Preis, 1978 den Kulturpreis der Stadt Utrecht und 1983 den VARA Jazz Award. 1995 wurde er mit dem Silbernen Stadtpfenning von Utrecht geehrt.
Neben Saxophon spielte er auch Kirchenorgel und Klavier.

## Diskographische Hinweise
- Rockin’, Polydor, 1972
- Close to the Edge, Timeless Records, 1977 (mit Siegfried Kessler, Bert van Erk, Michael Baird)
- Dom Rocket, Timeless, 1979 (mit Michel Herr, Bert van Erk, Michael Baird)
- Gijs Hendriks / Joe Diorio / Bert van Erk / Michael Baird  Feedles, Timeless, 1980
- Kenny Wheeler, Piet Noordijk, Fred Leeflang, Ferdinand Povel, Gijs Hendriks, Nico Bunink, Jan Voogd, John Engels De Varajazz All Stars (VARA 1982)
- Gijs Hendriks - Beaver Harris Quartet Sound Compound (yvp music, 1986, mit Charles Loos, Bert van Erk)
- Stompin' On, A-Records, 1996 (mit Tom Harrell, Anthony Cox)
- Some Feelings, yvp music, 2000
- Genadeloos, DMI Music, 2011[3]